# Миколай Потоцький
Мико́лай Пото́цький (пол. Mikołaj Potocki; бл. 1593 — 20 листопада 1651) — магнат, військовий та державний діяч. Польний гетьман коронний (1637—1646), Великий гетьман коронний Речі Посполитої (1646—1651). Мав прізвисько «Ведмежа лапа» (пол. Niedźwiedzia Łapa).

## Біографія

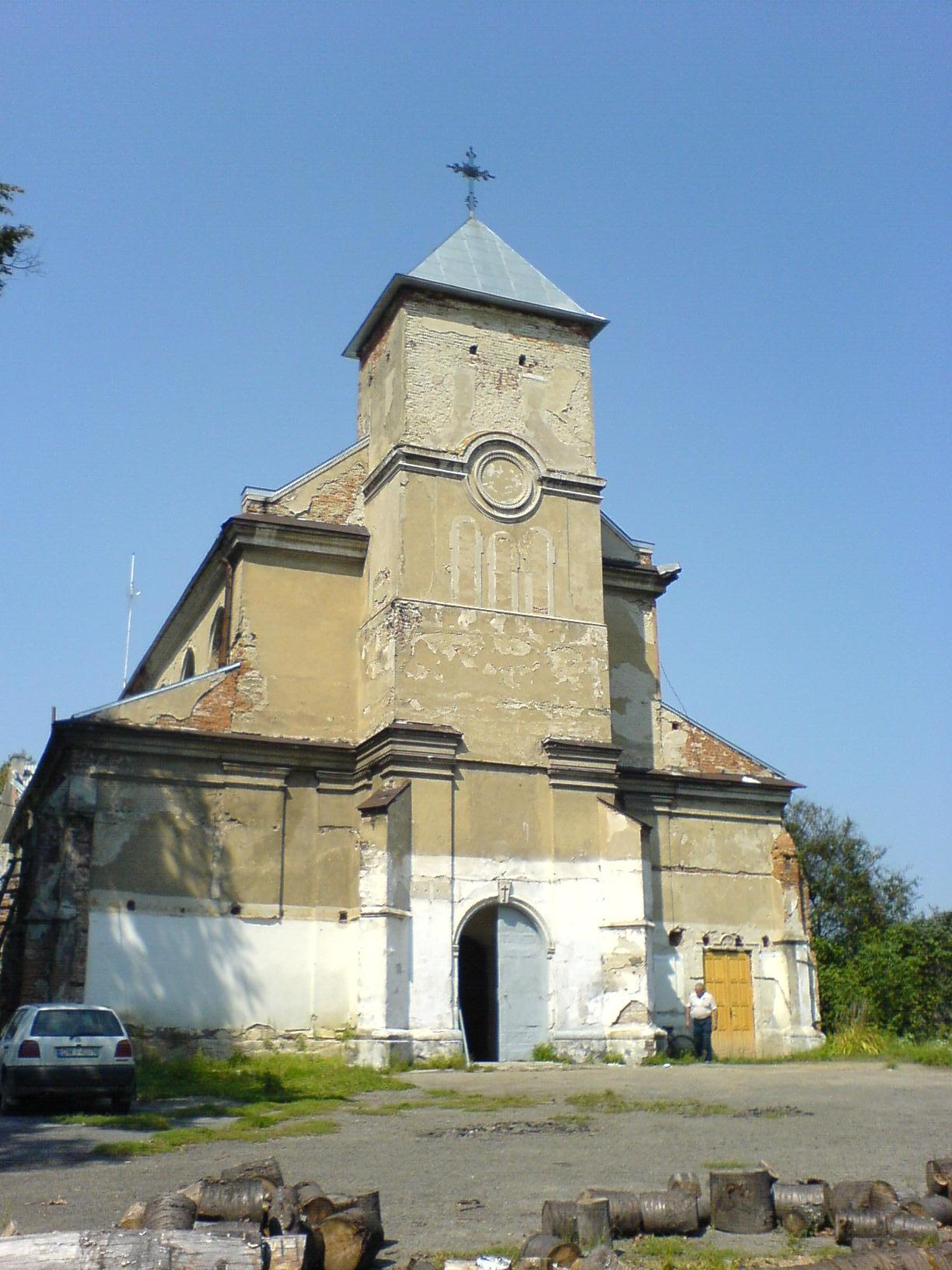
Колишній домініканський костел, Єзупіль

Походив з магнатського роду Потоцьких, був сином Якуба Потоцького — власника (дідича) частини Золотого Потоку, Єзуполя (тому в деяких документах підписувався Миколай на Єзуполі Потоцький).
Правдоподібно, у 1604–1609 роки навчався в Замойській академії (разом з Томашем Замойським, Миколаєм Остроругом, також навчався верхової їзди).
1611 року брав участь у боях під Смоленськом. Під час Цецорської битви 1620 року як ротмістр потрапив у татарський полон, але незабаром був звільнений після виплати 40000 талерів (кошти надав князь Криштоф Збаразький). Після повернення з неволі взяв участь у серії військових кампаній, зокрема, проти козаків. З титулом «воєводич брацлавський» був призначений королем одним з комісарів для укладення Куруківської угоди у 1625 році.
На рубежі 1626/1627 років, після від'їзду гетьмана Станіслава Конецпольського на вальний сейм, діє як полковник у боях проти армії шведів у Померанії. У 1633 р. призначений як староста генеральний Поділля, разом із Яремою Вишневецьким і Станіславом Конецпольським біля Панівців розбив турецьку армію на чолі з Абазею-пашею.
Керував придушенням козацьких повстань в Україні, що їх очолювали Павло Павлюк у Кумейківськії битві, Карпо Скидан, Дмитро Гуня, Яків Острянин.
Польський історик Шимон Окольський супроводжував його в каральних (відзначився особливо жорстокими розправами над повстанцями) експедиціях 1637 р. і 1638 р. (описав у творах, склав дуже важливий матеріал для історії цього періоду).
1643 р. захворів; після відвідин та молитов в домініканському монастирі в Підкамені одужав. Ґійом Левассер де Боплан узимку 1646—1647 років брав участь у незвично важкій і невдалій «виправі» М. Потоцького проти татар на «Мурафському шляху».
У 1648 році був винен і протягом певного часу не сплачував львівському купцю Філіппові Дуччі 6180 злотих.
Під час Хмельниччини керував урядовими військами Речі Посполитої; був розгромлений у Корсунській битві 1648 року. Разом з польним коронним гетьманом Марціном Калиновським потрапив у полон, виданий Богданом Хмельницьким кримському ханові. Після двох років визволений за великий викуп, щоб помститися за загибель сина Стефана і його війська у Корсунській битві, наказав зруйнувати м. Корсунь. Командував військами Речі Посполитої у Берестецькій битві 1651 року. Брав участь у підписанні Білоцерківського договору 28 вересня 1651 р. Став обозом в околицях Білополя поблизу Бердичева, 22 жовтня передав повноваження через хворобу (ревматизм).
Помер 20 листопада 1651 в Хмільнику (дані Станіслава Осьвенціма; за Чоловським — у Летичеві), або в Ловичі (малоймовірно, дані з листа Л. Фантоне кардиналу В. Орсіні). Був похований у домініканському костелі в Єзуполі (храм виконував роль родової усипальниці батька Якуба Потоцького, його нащадків).

### Посади
Був воєводою брацлавським, писарем польним коронним (1636). У 1637—1646 Польний гетьман коронний, у 1646—1651 — Великий гетьман коронний. У 1642 староста остерський, в 1643 р. — староста черкаський (передав зятю А. Казановському), пізніше (з березня 1646) — староста барський, каштелян краківський. Був старостою люблінським (після Берестецької битви), летичівським, кам'янецьким (передав сину Пйотру), остерським, ніжинським (передав сину Стефану), белзьким.

### Власність
Золотий Потік (частина), Єзупіль, Тисмениця, Богородчани, «ключ Браїлівський» з Потоком і Станіславчиком на Поділлі.

### Меценат
Фундатор римо-католицької парафії (1630), костелу і кляштору домініканців (разом з першою дружиною Зофією) в Тисмениці (1631), 1641 року додав їм (з другою дружиною Ельжбетою) 10000 злотих, 1638-го — виділив десятину з доходів Летичівського староства для домініканців в Летичеві. 1643 року допоміг зятю Адаму Казановському при фундації костелу і кляштору домініканців в Черкасах.

### Сім'я
Перша дружина — Зофія з Фірлеїв, внучка Яна Фірлея, донька Пйотра (пом. 1619). Діти:
- Пйотр
- Стефан
- Миколай
- Маріанна
- Вікторія.

Друга — Ельжбета Казановська, донька Марціна. Діти:
- Якуб
- Домінік
- Йоанна.

## У кінематографі
- Гетьман (2015) — фільм режисера Валерія Ямбурського[21]